# Tröstauer Forst-West
Tröstauer Forst-West är ett kommunfritt område i Landkreis Wunsiedel im Fichtelgebirge i Regierungsbezirk Oberfranken i förbundslandet Bayern i Tyskland.